# Porto Venere
Porto Venere (pɔrtoˈvɛːnere) oder auch Portovenere ist eine italienische Gemeinde in der zur Region Ligurien gehörenden Provinz La Spezia. Sie hat eine Fläche von 7 km² und 3257 Einwohner (Stand 31. Dezember 2023).
Seit 1997 gehört Porto Venere zusammen mit Cinque Terre sowie den nahe gelegenen Inseln Palmaria, Tino und Tinetto zum Weltkulturerbe der UNESCO.

## Lage
Porto Venere liegt im Osten Liguriens am Ligurischen Meer. Der Ort befindet sich etwa zwölf Kilometer südlich von La Spezia an der Spitze einer Landzunge, die den Golf von La Spezia im Westen begrenzt. Zur Gemeinde gehören die der Landzunge vorgelagerten Inseln Palmaria, Tino und Tinetto. Im Gebiet von Porto Venere und auf der Insel Palmaria befindet sich das Gesteinsvorkommen des exklusiven goldfarbenen Natursteins Nero Portoro.

## Geschichte
Porto Venere bestand vermutlich als Veneris Portus spätestens seit der Mitte des 1. Jahrhunderts v. Chr. Im Jahre 643 wurde der Ort vom Langobardenkönig Rothari verwüstet. In den nachfolgenden Jahrhunderten wird von mehreren Sarazenenangriffen berichtet. 1113 ging Porto Venere in den Besitz der Republik Genua über, die oberhalb der Siedlung eine Burg als Bollwerk gegen die verfeindete Republik Pisa errichtete. In dem nachfolgenden langen Krieg zwischen den beiden Stadtrepubliken (1119–1290) besaß der Ort aufgrund seiner Lage eine besondere strategische Rolle. In diese Zeit fällt auch die Errichtung der beiden Kirchen San Lorenzo und San Pietro. Zeitweise kam der Ort in den Besitz des Genueser Patriziers Nicolò Fieschi (ca. 1230–1310), Graf von Lavagna und Torriglia und Neffe von Papst Innozenz IV., der sich an der ligurischen Levante eine große Herrschaft mit Zentrum in La Spezia aufgebaut hatte, bis ihn die Genueser unter Oberto Doria 1276 entmachteten.
1396 kam Genua und damit auch Porto Venere unter Karl VI. unter französische Herrschaft. Im Jahre 1496 wurden die beiden Kirchengebäude bei einem letztlich erfolgreich abgewehrten Angriff durch eine Flotte der Aragoner schwer beschädigt.

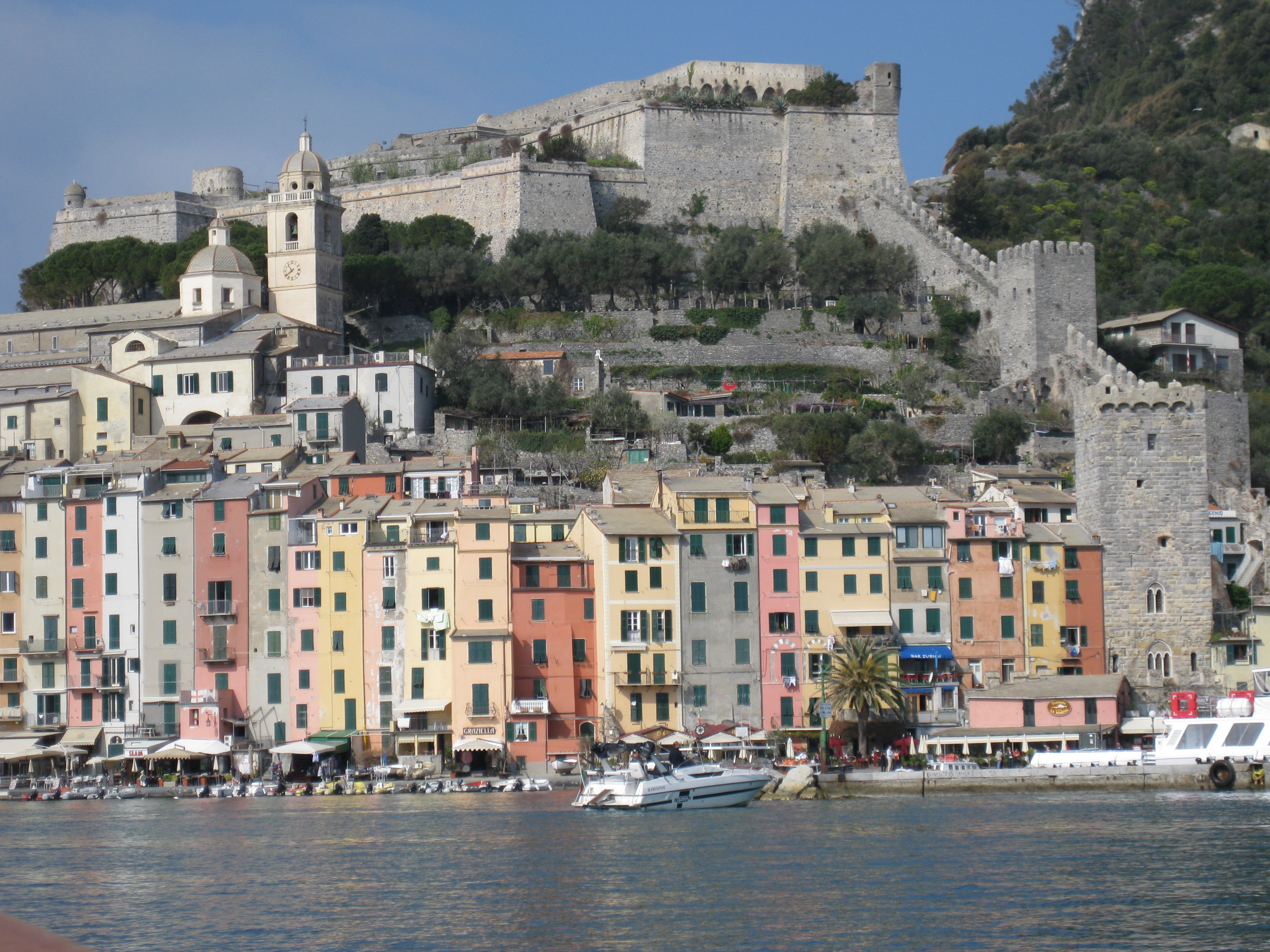
Die Burg über Porto Venere (Castello Doria)

Von der 2. Hälfte des 15. bis zum 17. Jahrhundert wurde die Burg von der Republik Genua an die Weiterentwicklung der Feuerwaffen angepasst und zu einer Festung ausgebaut. In dieser Zeit errichtete man zudem auf einem Felsen östlich der vorgelagerten Insel Palmaria am Eingang zum Golf von La Spezia die Torre Scola als fortifikatorischen Vorposten, der 1800 von den Engländern bombardiert wurde und heute als malerische Ruine erhalten ist. Zu Ehren des Genueser Admirals und Machthabers Andrea Doria erhielt das Castello di Porto Venere auch den Namen Castello Doria.
1791 wurde Porto Venere von österreichisch-russischen und französischen Truppen besetzt. Napoleon, der La Spezia zur Seefestung ausbauen wollte, veranlasste 1812 die Anlage einer Verbindungsstraße, die deshalb auch strada napoleonica genannt wird.
Während der Flucht und illegalen Einwanderung europäischer Juden nach Palästina zwischen 1945 und 1948 wurden in Porto Venere mehrere Flüchtlingsschiffe für die Aufnahme großer Passagierzahlen umgebaut, darunter die United Nations und die Exodus.
1997 wurde Porto Venere zusammen mit den nordwestlich gelegenen Cinque Terre zum UNESCO-Weltkulturerbe erklärt.

## Sehenswürdigkeiten
Zu den Hauptsehenswürdigkeiten Porto Veneres gehören die über dem Ort thronende Festung sowie die Kirchen San Pietro (1256–1277 errichtet) und San Lorenzo (1116–1494 errichtet).

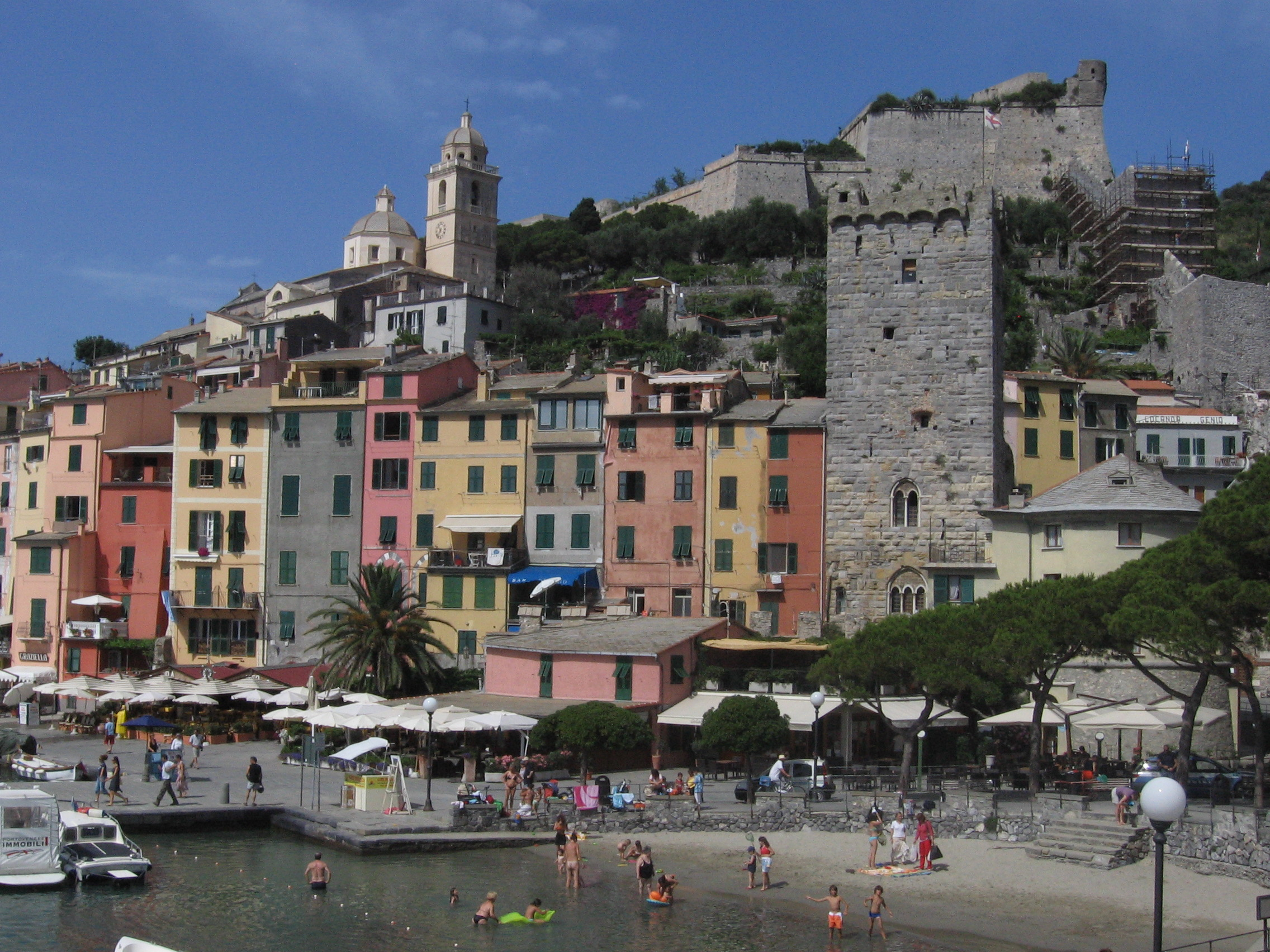
Stadt mit Festung und Stadtturm
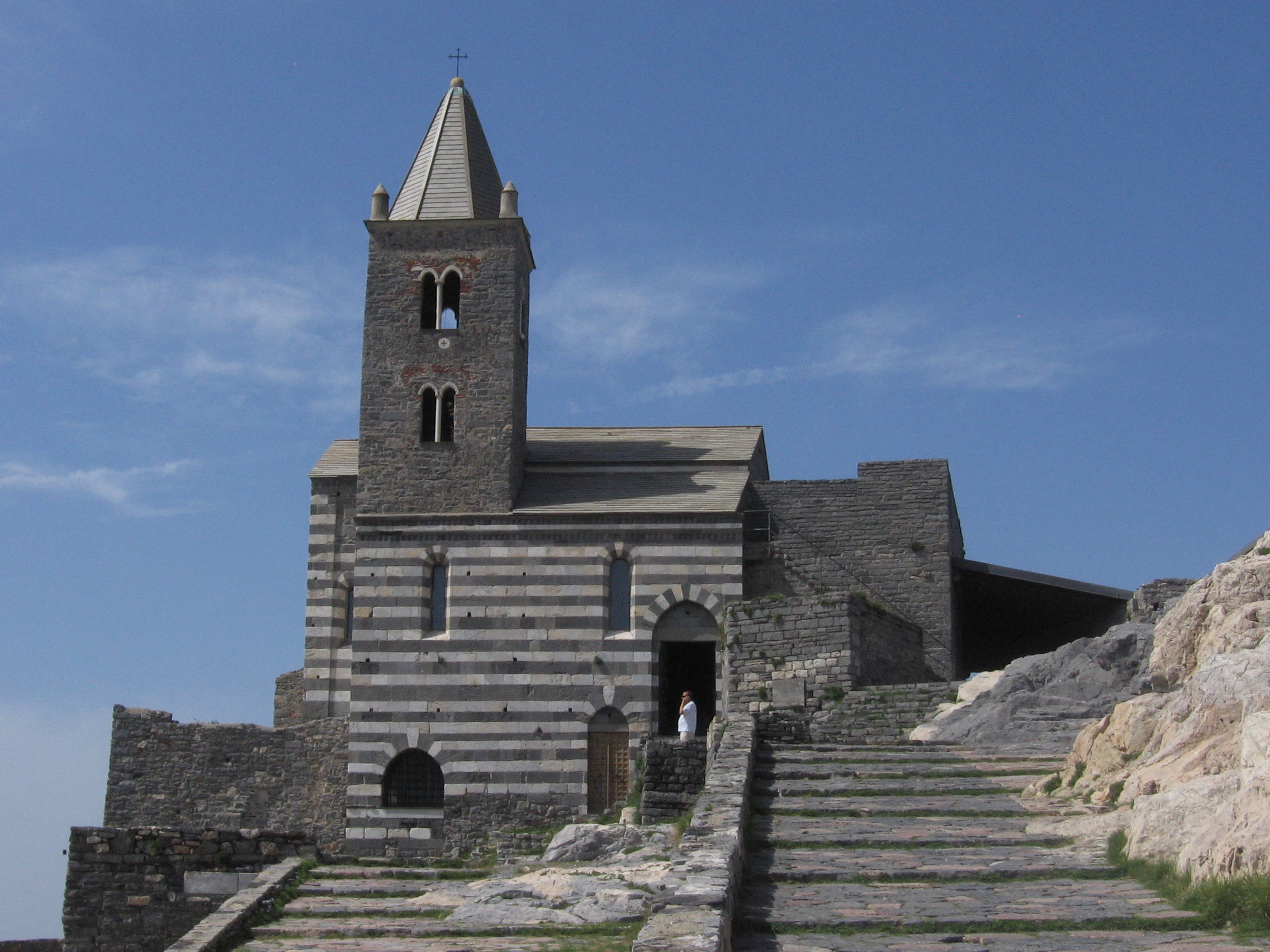
Kirche San Pietro
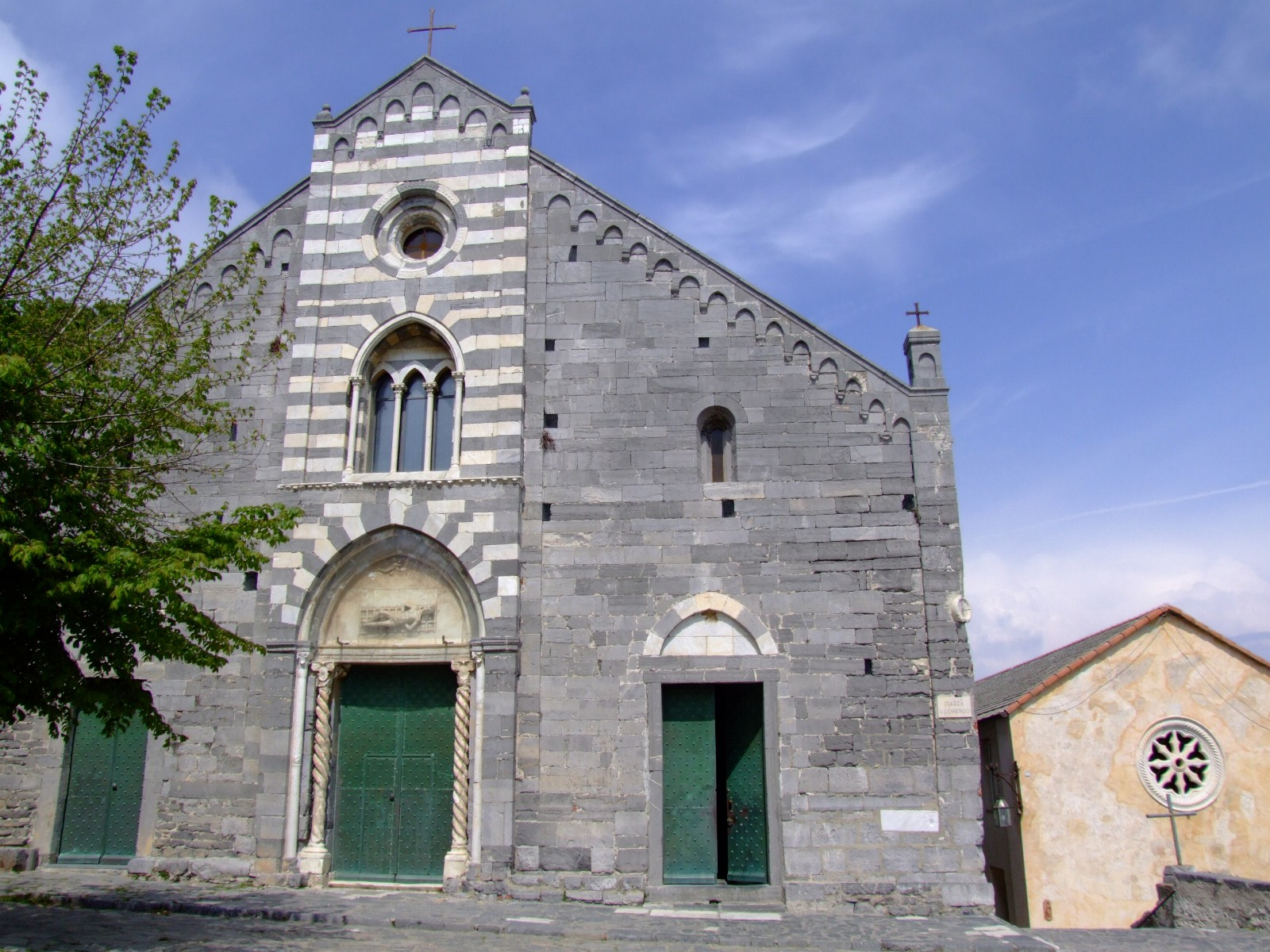
Kirche San Lorenzo
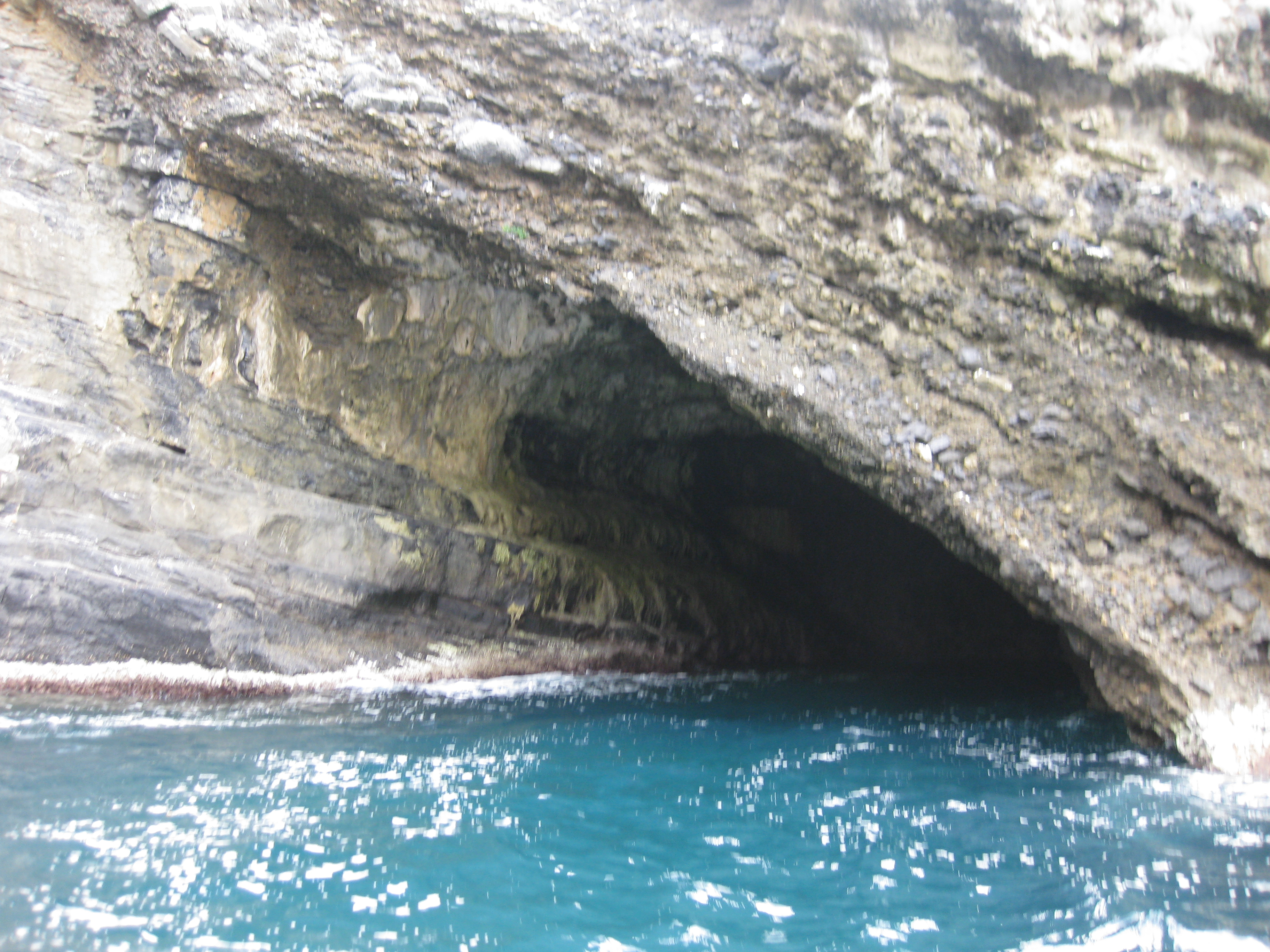
Die Blaue Grotte auf Palmaria
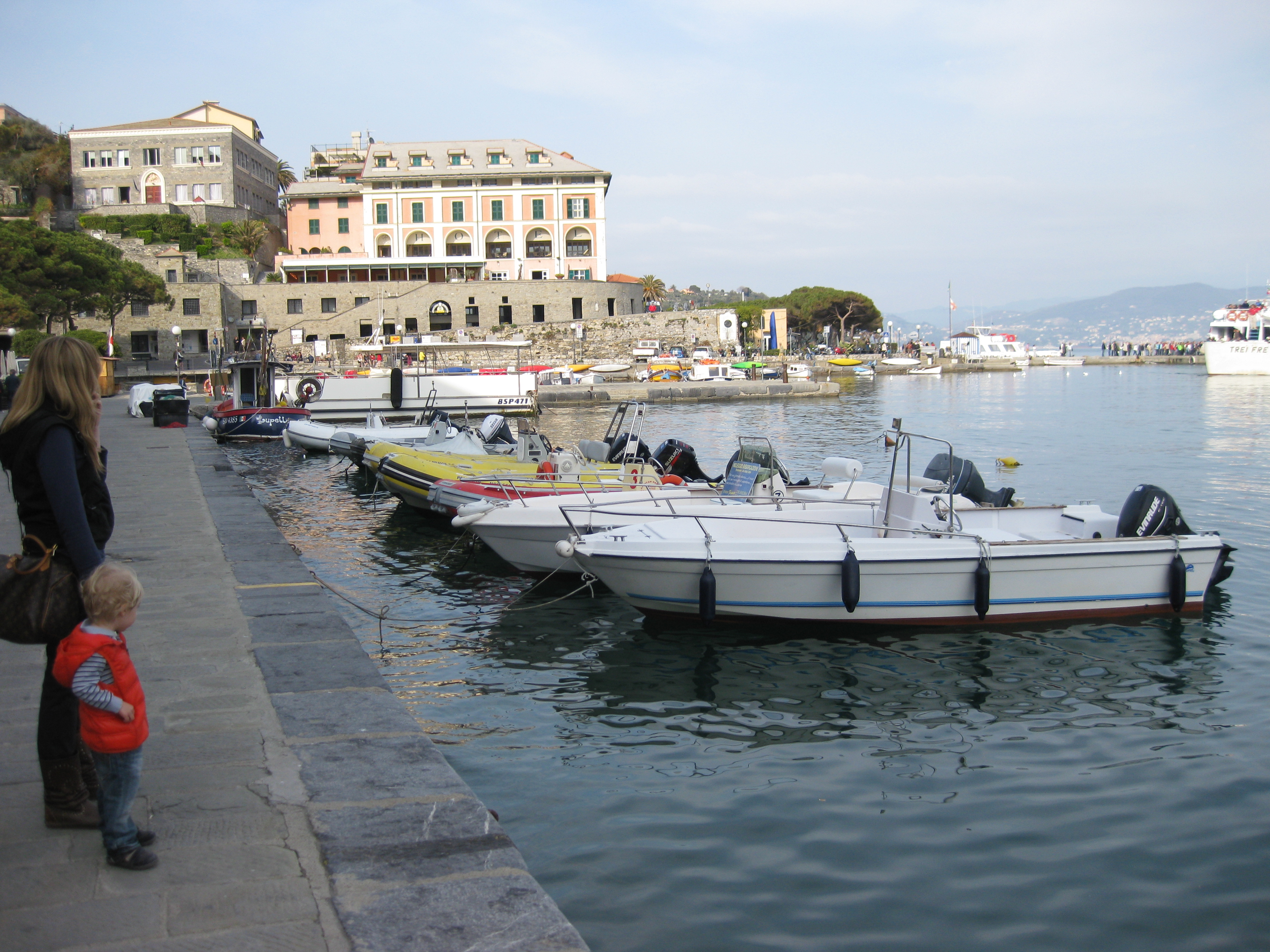
Der Yachthafen
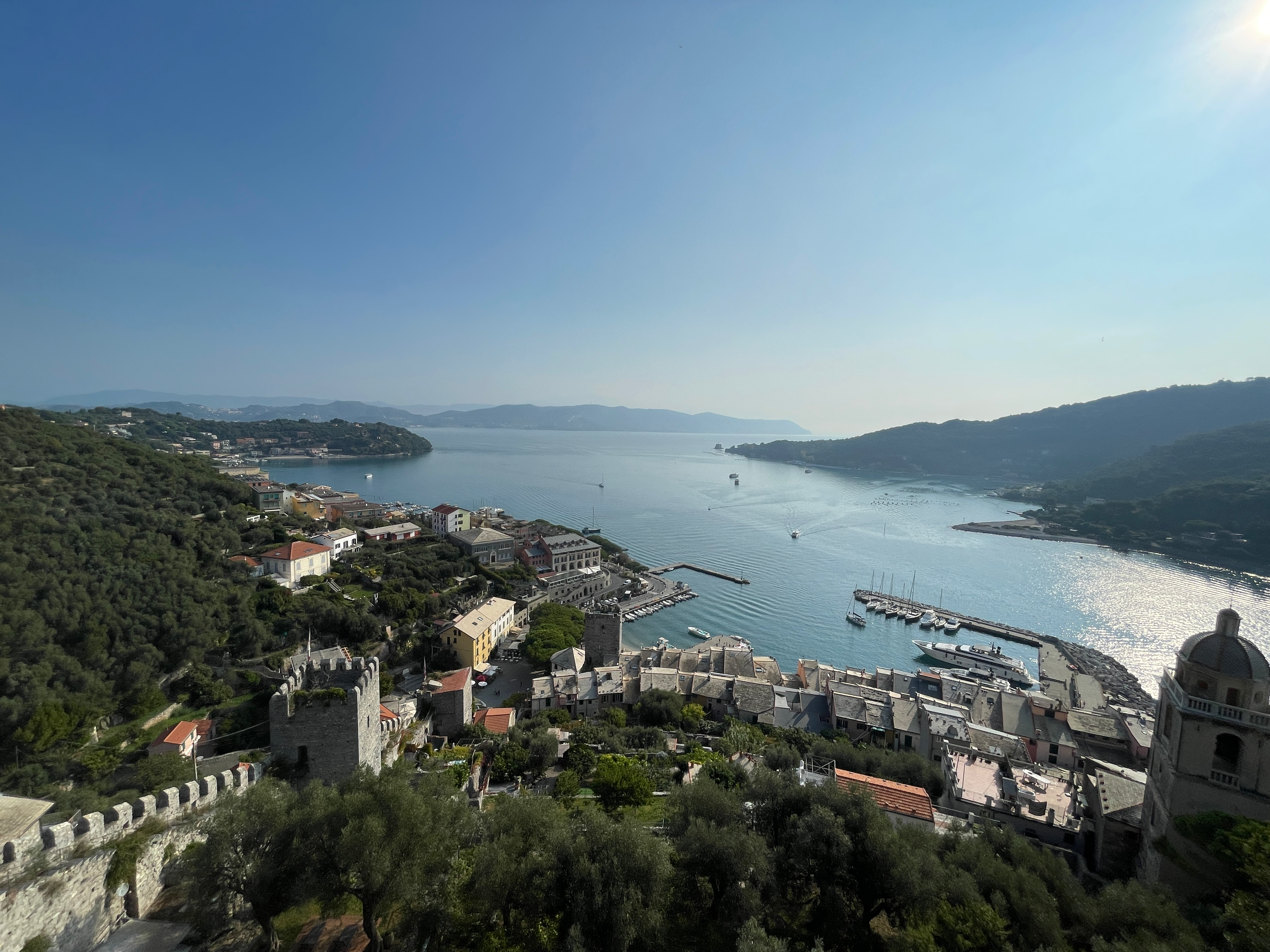
Blick von der Burg Richtung Hafen in Porto Venere

## Persönlichkeiten
- Piero Remor (1896–1964), Ingenieur und Motorradkonstrukteur